# Universidade de Ottawa
A Universidade de Ottawa (em inglês:  University of Ottawa, em francês:  Université d'Ottawa) é uma universidade pública bilíngue de pesquisa na cidade de Ottawa, Ontário, Canadá. O campus principal abrange 42,5 hectares e está localizado no centro da cidade de Ottawa, relativamente próximo ao Canal Rideau.
A Universidade de Ottawa foi estabelecida como o Colégio de Bytown em 1848 pelo primeiro bispo da Arquidiocese Católica de Ottawa, Joseph-Bruno Guigues. Colocado sob a direção dos Missionários Oblatos de Maria Imaculada, foi renomeado como Colégio de Ottawa em 1861 e recebeu o status de universidade cinco anos depois por meio de uma carta real. Em 5 de fevereiro de 1889, a universidade recebeu um foral pontifício pelo Papa Leão XIII, elevando a instituição a universidade pontifícia. A universidade foi reorganizada em 1 de julho de 1965, como uma corporação, independente de qualquer corpo externo ou organização religiosa. Como resultado, as cartas civis e pontifícias foram mantidas pela recém-criada Universidade Saint Paul, federada com a universidade. As demais faculdades civis foram mantidas pela universidade reorganizada.
A Universidade de Ottawa é a maior universidade bilíngue inglês-francês do mundo. A universidade oferece uma ampla variedade de programas acadêmicos, administrados por dez faculdades, incluindo a Faculdade de Medicina da Universidade de Ottawa, a Faculdade de Direito da Universidade de Ottawa, a Escola de Administração Telfer e a Faculdade de Ciências Sociais da Universidade de Ottawa. A Biblioteca da Universidade de Ottawa inclui 12 filiais, mantendo uma coleção de mais de 4,5 milhões de títulos. A universidade é membro do grupo canadense U15 de universidades de pesquisa intensiva, com uma receita de pesquisa de C$ 324,581 milhões em 2017.
A escola é mista e matricula mais de 35.000 alunos de graduação e mais de 6.000 alunos de pós-graduação. A escola tem aproximadamente 7.000 alunos internacionais de 150 países, representando 17 por cento da população estudantil. A universidade tem uma rede de mais de 195.000 ex-alunos.